# Циравская волость
Циравская волость (латыш. Cīravas pagasts) — одна из шести территориальных единиц Айзпутского края Латвии. Находится в западной части края по обоим берегам реки Дурбе. Граничит с Айзпутской и Лажской волостями своего края, Дуналкской волостью Дурбского края и Сакской волостью Павилостского края.
Крупнейшими населёнными пунктами волости являются сёла: Цирава (волостной центр), Дзервениеки, Акмене, Дзервес скола.
Южную окраину волости пересекает региональная автодорога P112 (Кулдига — Айзпуте — Личи).
По территории волости протекают реки: Дурбе, Акмене, Рудите, Екабвалкс.

## История
В 1935 году общая площадь Циравской волости составляла 116 км². В 1945 году в Циравской волости Айзпутского уезда были созданы Циравский и Упседский сельские советы.
После отмены в 1949 году волостного деления Циравский сельсовет входил в состав Айзпутского (до 1956 года) и Лиепайского районов. В 1954 году к Циравскому сельсовету был присоединён Упседский сельсовет. В 1960 году территория совхоза «Павилоста» Циравского сельсовета была присоединена к Сакскому сельсовету. В 1968 году к Циравскому сельсовету была присоединена территория колхоза «Яуна дзиве» Априкского сельсовета.
В 1990 году Циравский сельсовет был реорганизован в волость. В 2009 году, по окончании латвийской административно-территориальной реформы, Циравская волость вошла в состав Айзпутского края.

## Известные люди
- Карлис Земдега (1894—1963) — латвийский скульптор
- Зигрида Стунгуре (1928—2010) — латвийская актриса
- Скайдрите Путниня (род. 1945) — латвийская актриса